# Cantó de Lézardrieux
El cantó de Lézardrieux (bretó Kanton Lezardrev) és una divisió administrativa francesa situat al departament de Costes del Nord a la regió de Bretanya.

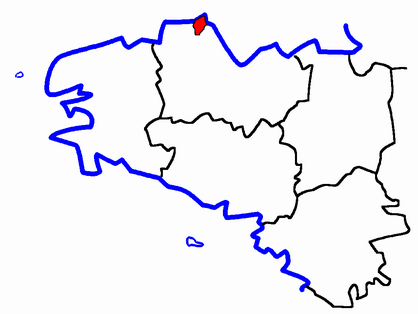
Situació del cantó

## Composició
El cantó aplega 7 comunes :
| Nom bretó       | Nom francès      | Nom gal·ló |
| Kerborzh        | Kerbors          | ---        |
| Lanvaodez       | Lanmodez         | ---        |
| Lezardrev       | Lézardrieux      | ---        |
| Pleuvihan       | Pleubian         | ---        |
| Planiel         | Pleudaniel       | ---        |
| Pleuveur-Gaoter | Pleumeur-Gautier | ---        |
| Trezardeg       | Trédarzec        | ---        |

## Història
| Data d'elecció                           | Identitat    | Partit | Qualitat |
| ---------------------------------------- | ------------ | ------ | -------- |
| 2001-                                    | Yves Le Roux | PS     |          |
| les dades anteriors no són pas conegudes |              |        |          |
|                                          |              |        |          |